# 먼지세포성 세포

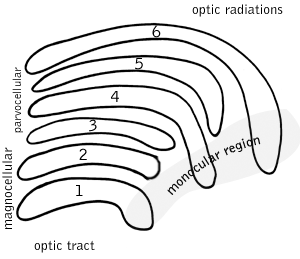
Schematic diagram of the primate LGN. Koniocellular neurons not labeled, but are present between the layers.

신경과학에서 먼지세포성 세포(koniocellular cell. 그리스어 konio '먼지, 독'에서 유래; K-세포라고도 함)는 인간을 포함한 영장류의 시상의 외측 슬상핵(lateral geniculate nucleus, LGN)의 먼지세포성 층(koniocellular layer)에 위치한 작은 세포체를 가진 뉴런이다.
먼지세포성 층은 LGN의 각 작은세포성 세포 및 큰세포성 세포 층의 배쪽에 위치한다. 뉴런의 양이 큰세포성 세포의 수와 거의 같더라도 먼지세포성 층은 그들의 작은 크기 때문에 훨씬 얇다. 작은세포성 및 큰세포성 시스템과 비교하여, 먼지세포성 시스템을 조사하기 위한 연구가 더 적다. 먼지세포성 세포는 반응 특성 및 연결성과 같은 여러 측면에서 서로 다른 이종 집단이다.

## 층

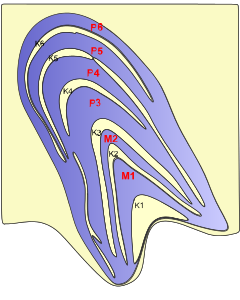
M P and K cells

## 맹시에 대한 이론
맹시(blindsight)란 일차시각피질(V1)에 손상을 입은 환자가 시각 인식 없이 동작 감지에 지속성을 보이는 현상이다.

## 같이 보기
- 이중층 세포(bistratified cell)
- 옵신
- 멜라놉신
- 내재적인 감광성 망막 신경절 세포(intrinsically photosensitive retinal ganglion cell)
- 가쪽무릎핵
- 맹시
- 두 흐름 가설